# Црква Свете Петке на Купресу Криваја
Црква Свете Петке на Купресу у Криваји налази се у општини Приједор, Република Српска, Босна и Херцеговина. Припада Српској православној цркви, и Епархији бањалучкој.